# Loonee Tunes!
Loonee Tunes! è il secondo album dei Bad Manners, pubblicato nel 1980 per l'etichetta discografica Magnet Records.

## Tracce
1. Echo 4-2 – 2:46
2. Just a feeling – 3:15
3. El Pussycat – 2:31
4. Doris – 2:50
5. Spy I – 4:11
6. Tequila – 2:11
7. Lorraine – 3:17
8. Echo gone wrong – 4:24
9. Suicide – 3:06
10. The Undersea Adventures of Ivor the Engine – 2:26
11. Back in '60 – 2:39
12. Just Pretendin' – 3:02

## Formazione
- Buster Bloodvessel - voce
- Louis Alphonso - chitarra
- David Farren - basso
- Martin Stewart - tastiere
- Chris Kane - sassofono
- Andrew Marson - sassofono
- Paul "Gus" Hyman - tromba
- Winston Bazoomies - armonica, voce
- Brian Tuitt - batteria